# Elbow Lake (hrabstwo Becker)
Elbow Lake – jednostka osadnicza w Stanach Zjednoczonych, w stanie Minnesota, w hrabstwie Becker.